# Michael Callen
Michael Callen (Rising Sun, 11 aprile 1955 – Los Angeles, 27 dicembre 1993) è stato un cantante, pianista, scrittore e militante contro l'Aids statunitense.
È stata una figura di rilievo nella risposta contro la crisi causata dall'Aids negli Stati Uniti.

## Biografia
Callen, nato a Rising Sun (Indiana) nel 1955, ebbe la diagnosi di quello che all'epoca non si chiamava nemmeno Aids, ma ancora Gay Related Immune Deficiency, nel 1982, e fu uno dei primi a reagire all'epidemia, creando successivamente la definizione di "Persone con Aids" (Pca) in contrasto con la definizione allora prevalente di "vittime dell'Aids". 
Fu uno dei fondatori, tra le altre, della "People with AIDS Coalition" ("Coalizione delle persone con Aids"), e testimoniò di fronte ad una commissione presidenziale del governo americano sull'Aids, e davanti ad entrambi i rami del Congresso statunitense.
Nel 1983 scrisse a quattro mani il libro How to have sex in an epidemic ("Come fare sesso durante un'epidemia"), che fissava le basi del sesso sicuro valide ancor oggi. Nel 1990, scrisse Surviving Aids ("Sopravvivere all'Aids").

## Discografia
- Purple Heart, Significant Other Records, 1988.
- Legacy (Top album - Bottom album); doppio album, postumo, 1996.